# ويليام لورانس هوسكينز
ويليام لورانس هوسكينز هو سياسي أمريكي، ولد في 24 ديسمبر 1829، وتوفي في 8 مارس 1901. انتخب عضو جمعية ولاية ويسكونسن ‏.